# Vladimír Kadlec
Vladimír Kadlec (Praga, 9 luglio 1957) è un ex cestista cecoslovacco naturalizzato tedesco.

## Carriera
Con la Germania Ovest ha disputato i Giochi olimpici di Los Angeles 1984.

## Palmarès
- Campionato tedesco: 1

Bayer Leverkusen: 1978-79
- Coppa di Germania: 1

MTV Wolfenbüttel: 1982